# Creu de terme del coll de Canyelles
La creu de terme del coll de Canyelles és una creu de terme de Vilajuïga (Alt Empordà) inclosa a l'Inventari del Patrimoni Arquitectònic de Catalunya.

## Descripció
És situada al nord-est del nucli urbà de la població de Vilajuïga, a escassos metres del camí que porta al coll de Canyelles i a uns 25 metres al nord-oest d'aquest. S'hi arriba per la carretera que porta a Sant Pere de Rodes (GIP-6041), agafant el camí de Canyelles a l'alçada del sector de Comes Tortes.
Es tracta de les escasses restes del basament de la creu, avui desapareguda. En concret es conserven uns 25 centímetres d'alçada de la peanya cilíndrica que sostenia la creu. Actualment es troba envoltada d'abundant vegetació i del seu propi enderroc. Estava bastida amb pedra de granit lligada amb morter de calç. La peanya estava construïda damunt d'un aflorament natural granític típic de la zona.

## Història
Les restes conservades pertanyen al basament d'una creu de terme que presentava aspectes idèntics al basament de la Creu Blanca de Pau, d'estil gòtic i que es troba en el camí que va del poble al monestir. Així aquestes restes es poden identificar amb la creu del coll de Canyelles, documentada al segle x, però renovada entre els segles XIII i el XV.
La creu i el camí que passa pel coll de Canyelles s'esmenten en la butlla del papa Benet VI del 974 a favor de l'abadia de Sant Pere de Rodes, com a fites del territori del monestir:" ... et descendit a parte occidentis per ipsam viam publicam ... et ascendit ad ipsam crucem, sicque descendit usque in viam de jamdictam cruce ...". De forma pràcticament idèntica s'esmenten les mateixes afrontacions en un precepte del rei Lotari de l'any 982 i a la butlla del papa Joan XV del 990. En un altre precepte de Lotari, aquest del 981, en confirmar un extensa possessió del comte Gaufred, s'anomena el "collum de Canellas".